# Crosslauf-Weltmeisterschaften 1976
Die 4. Crosslauf-Weltmeisterschaften der IAAF fanden am 28. Februar 1976 auf der Rennbahn von Chepstow (Wales) statt.
Die Männer starteten über eine Strecke von 12,0 km, die Frauen über 4,8 km und die Junioren über 7,8 km.

## Ergebnisse

### Männer

#### Einzelwertung
| Platz | Athlet          | Land | Zeit (min) |
| ----- | --------------- | ---- | ---------- |
| 1     | Carlos Lopes    | POR  | 34:48      |
| 2     | Tony Simmons    | ENG  | 35:04      |
| 3     | Bernie Ford     | ENG  | 35:07      |
| 4     | Karel Lismont   | BEL  | 35:08      |
| 5     | Detlef Uhlemann | FRG  | 35:09      |
| 6     | Enn Sellik      | URS  | 35:17      |
| 7     | Gary Tuttle     | USA  | 35:19      |
| 8     | Franco Fava     | ITA  | 35:21      |

Von 156 gestarteten Athleten erreichten 153 das Ziel.
Weitere Teilnehmer aus deutschsprachigen Ländern:
- 22: Hans-Jürgen Orthmann (FRG), 35:52
- 29: Michael Karst (FRG), 36:00
- 48: Peter Weigt (FRG), 36:18
- 83: Reinhard Leibold (FRG), 37:00
- 105: Robert Manz (FRG), 37:25
- 136: Wilhelm Jungbluth (FRG), 38:28
- 143: Günter Zahn (FRG), 39:03

#### Teamwertung
| Platz | Land und Athleten                                                                                    | Gesamtpunktzahl und Einzelplatzierung |
| ----- | --- | ------------------------------------- |
| 1     | England Tony Simmons Bernie Ford Dave Slater Grenville Tuck Dave Black Mike Tagg                     | 090 02 03 015 016 026 028             |
| 2     | Belgien Karel Lismont Gaston Roelants Hendrik Schoofs Eddy Rombaux Willy Polleunis Robert Lismont    | 118 04 013 017 019 027 038            |
| 3     | Frankreich Jacky Boxberger Lucien Rault Jean-Paul Gomez Jean-Luc Paugam Dominique Coux Alex Gonzalez | 187 09 018 025 032 046 057            |

Insgesamt wurden 18 Teams gewertet. Die bundesdeutsche Mannschaft belegte mit 292 Punkten den siebten Platz.

### Frauen

#### Einzelwertung
| Platz | Athletin            | Land | Zeit (min) |
| ----- | ------------------- | ---- | ---------- |
| 1     | Carmen Valero       | ESP  | 16:20      |
| 2     | Tatjana Kasankina   | URS  | 16:39      |
| 3     | Gabriella Dorio     | ITA  | 16:56      |
| 4     | Ann Yeoman          | ENG  | 16:57      |
| 5     | Renata Pentlinowska | POL  | 17:00      |
| 6     | Joëlle De Brouwer   | FRA  | 17:01      |
| 7     | Lynn Bjorklund      | USA  | 17:02      |
| 8     | Giana Romanowa      | URS  | 17:03      |

Alle 69 gestarteten Athletinnen erreichten das Ziel.

#### Teamwertung
| Platz | Land und Athletinnen                                                           | Gesamtpunktzahl und Einzelplatzierung |
| ----- | ------------------------------------------------------------------------------ | ------------------------------------- |
| 1     | Sowjetunion Tatjana Kasankina Giana Romanowa Tatjana Galstjan Raissa Katjukowa | 33 02 08 11 12                        |
| 2     | Italien Gabriella Dorio Margherita Gargano Silvana Cruciata Cristina Tomasini  | 59 03 10 15 31                        |
| 3     | Vereinigte Staaten Lynn Bjorklund Doris Heritage Debbie Quatier Judy Graham    | 64 07 17 19 21                        |

Insgesamt wurden zwölf Teams gewertet.

### Junioren

#### Einzelwertung
| Platz | Athlet     | Land | Zeit (min) |
| ----- | ---------- | ---- | ---------- |
| 1     | Eric Hulst | USA  | 23:54      |
| 2     | Thom Hunt  | USA  | 24:07      |
| 3     | Nat Muir   | SCO  | 24:17      |

Alle 81 gestarteten Athleten erreichten das Ziel.
Teilnehmer aus deutschsprachigen Ländern:
- 13: Volkmar Betz (FRG), 24:50
- 25: Mathias Plank (FRG), 25:07
- 30: Harald Hudak (FRG), 25:13
- 47: Konrad Dobler (FRG), 25:49
- 58: Gerhard Krippner (FRG)
- 76: Axel Dietrich (FRG)

#### Teamwertung
| Platz | Land und Athleten                                                        | Gesamtpunktzahl und Einzelplatzierung |
| ----- | ------------------------------------------------------------------------ | ------------------------------------- |
| 1     | Vereinigte Staaten Eric Hulst Thom Hunt Alberto Salazar Don Moses        | 16 01 02 05 08                        |
| 2     | Spanien Santiago Llorente José Luis González Rafael Nunez Antonio Prieto | 60 09 12 15 24                        |
| 3     | England Nick Lees Jeremy Lothian Nigel Field Nick Brawn                  | 91 07 26 27 31                        |

Insgesamt wurden 15 Teams gewertet. Die bundesdeutsche Mannschaft belegte mit 115 Punkten den sechsten Platz.